# Schischkinia
Schischkinia es un género monotípico de plantas con flores de la familia de las asteráceas. Incluye una sola especie: Schischkinia albispina (Bunge) Iljin.

## Descripción
Son hierbas, anuales con el tallo muy corto, tallo y  ramas blancas, puberulentas. Hojas poco pecioladas, la lámina foliar elíptica, oblanceolada, linear-oblanceolada o espatulada, de 2-6 × 0,3-0,7 (-1,5) cm, glabras, la base cuneada-atenuada, ápice agudo; espinas marginales simples o 2 -6-digitadas, blancas, de 1-5 mm. Pocos capiteles  en el extremo de una rama. Involucro estrechamente ovoide-elipsoide, 12-14 × 4-5 mm. Filarios en  5 filas, acuminados glabras, ápice e inclinados con una espina corta; brácteas exteriores ovadas, 5-6 × 2-3 mm; brácteas medias elípticas a elíptico-lanceoladas, de 8-10 x 2-3 mm, brácteas interiores elípticas a lineales, de 12 × 1,5 mm, teñido escarioso, el ápice a menudo de color púrpura. Corola de color amarillo o rosado, de 5-6 mm. Aquenio pálido, elipsoide-obovoides, comprimido, de 4 x 2 mm, glabro, brillante. Vilanos ausentes en flores estériles,  vilanos de floretes fértiles,  blancos y más oscuros en la base. Fl. y fr. Junio.

## Distribución y hábitat
Se encuentra en zonas arenosas; a una altitud de 600 metros, en Xinjiang (Junggar Pendi) en China y en Afganistán, Kazajistán, Pakistán, Tayikistán, Uzbekistán y Asia sudoccidental].

## Taxonomía
Schischkinia albispina fue descrita por (Bunge) Iljin  y publicado en Repertorium Specierum Novarum Regni Vegetabilis 38(986–992): 73. 1935.
Sinonimia
- Centaurea albispina (Bunge) B.Fedtsch. [
- Microlonchus albispinus Bunge